# Intrum
 (mai 2015).
Si vous disposez d'ouvrages ou d'articles de référence ou si vous connaissez des sites web de qualité traitant du thème abordé ici, merci de compléter l'article en donnant les références utiles à sa vérifiabilité et en les liant à la section « Notes et références ».
Intrum (précédemment Intrum Justitia) est une entreprise suédoise de gestion et de recouvrement de créances créée en 1923 dont le siège social se trouve à Stockholm. Elle opère dans 24 pays, majoritairement en Europe. L'entreprise est cotée à la Bourse de Stockholm.
Elle est régulièrement épinglée par les associations de défense du consommateur pour ses méthodes de recouvrements musclées et parfois illégales.

## Historique
Intrum est fondée en Suède en 1923.
Elle acquiert la société Bo Göranson au cours de l'année 1971.
L'entreprise est côté pour la première fois à la bourse, au Luxembourg, au cours de l'année 1987, puis admis à la cote officielle de la bourse de Londres en 1990. En 2002, elle est introduite à la bourse de Stockholm. En juin 2017, Intrum Justitia et Lindorff fusionnent en une seule et même entité : Intrum.
Spécialisée notamment dans le recouvrement de créances supposées dans le domaine de la téléphonie, elle s'est fait connaître par ses méthodes expéditives.
En difficulté en 2024, Intrum cède une grande partie de son portefeuille d'investissement pour 7,1 milliards de couronnes.

## Critique
De nombreuses associations de consommateurs (La fédération romande de consommateurs, UFC Que choisir, ADC France, 60 millions de consommateurs ) ainsi que des journalistes, reprochent à cette société, parmi d'autres sociétés de recouvrement, des « méthodes musclées de recouvrement », avec harcèlement téléphonique, lettres de menaces et de contraintes, des reports illicites de frais de gestion sur les débiteurs et des tentatives de recouvrements non justifiés. La société Intrum a ainsi été condamnée plusieurs fois pour des poursuites de débiteurs non justifiées,.
Intrum se défend de ces accusations en soulignant qu'elle adhère, pour sa filiale suisse, à l'association suisse des sociétés fiduciaires de recouvrement et respecte les méthodes éthiques.